# Casties-Labrande
Casties-Labrande est une commune française située dans le centre du département de la Haute-Garonne, en région Occitanie. Sur le plan historique et culturel, la commune est dans le pays de Comminges, correspondant à l’ancien comté de Comminges, circonscription de la province de Gascogne située sur les départements actuels du Gers, de la Haute-Garonne, des Hautes-Pyrénées et de l'Ariège.
Exposée à un climat océanique altéré, elle est drainée par le Touch, le ruisseau de Gélas, le ruisseau du Bras et par divers autres petits cours d'eau. La commune possède un patrimoine naturel remarquable composé d'une zone naturelle d'intérêt écologique, faunistique et floristique.
Casties-Labrande est une commune rurale qui compte 95 habitants en 2022, après avoir connu un pic de population de 430 habitants en 1856. Elle fait partie de l'aire d'attraction de Toulouse. Ses habitants sont appelés les Castandois ou  Castandoises.

## Géographie

### Localisation
La commune de Casties-Labrande se trouve dans le département de la Haute-Garonne, en région Occitanie.
Elle se situe à 46 km à vol d'oiseau de Toulouse, préfecture du département, à 29 km de Muret, sous-préfecture, et à 15 km de Cazères, bureau centralisateur du canton de Cazères dont dépend la commune depuis 2015 pour les élections départementales.
La commune fait en outre partie du bassin de vie de Cazères.
Les communes les plus proches sont : 
Pouy-de-Touges (2,5 km), Castelnau-Picampeau (2,6 km), Sénarens (3,5 km), Montastruc-Savès (3,6 km), Saint-Araille (3,7 km), Fustignac (4,1 km), Polastron (4,5 km), Sajas (5,3 km).
Sur le plan historique et culturel, Casties-Labrande fait partie du pays de Comminges, correspondant à l’ancien comté de Comminges, circonscription de la province de Gascogne située sur les départements actuels du Gers, de la Haute-Garonne, des Hautes-Pyrénées et de l'Ariège.
Casties-Labrande est limitrophe de huit autres communes.
Les communes limitrophes sont  Castelnau-Picampeau, Cazac, Labastide-Paumès, Lussan-Adeilhac, Polastron, Pouy-de-Touges, Saint-Araille et Sénarens.
| Cazac            | Sénarens         | Saint-Araille       |
| Labastide-Paumès | Casties-Labrande | Pouy-de-Touges      |
| Polastron        | Lussan-Adeilhac  | Castelnau-Picampeau |

### Géologie et relief
La superficie de la commune est de 870 hectares ; son altitude varie de 241  à   342 mètres.

### Hydrographie

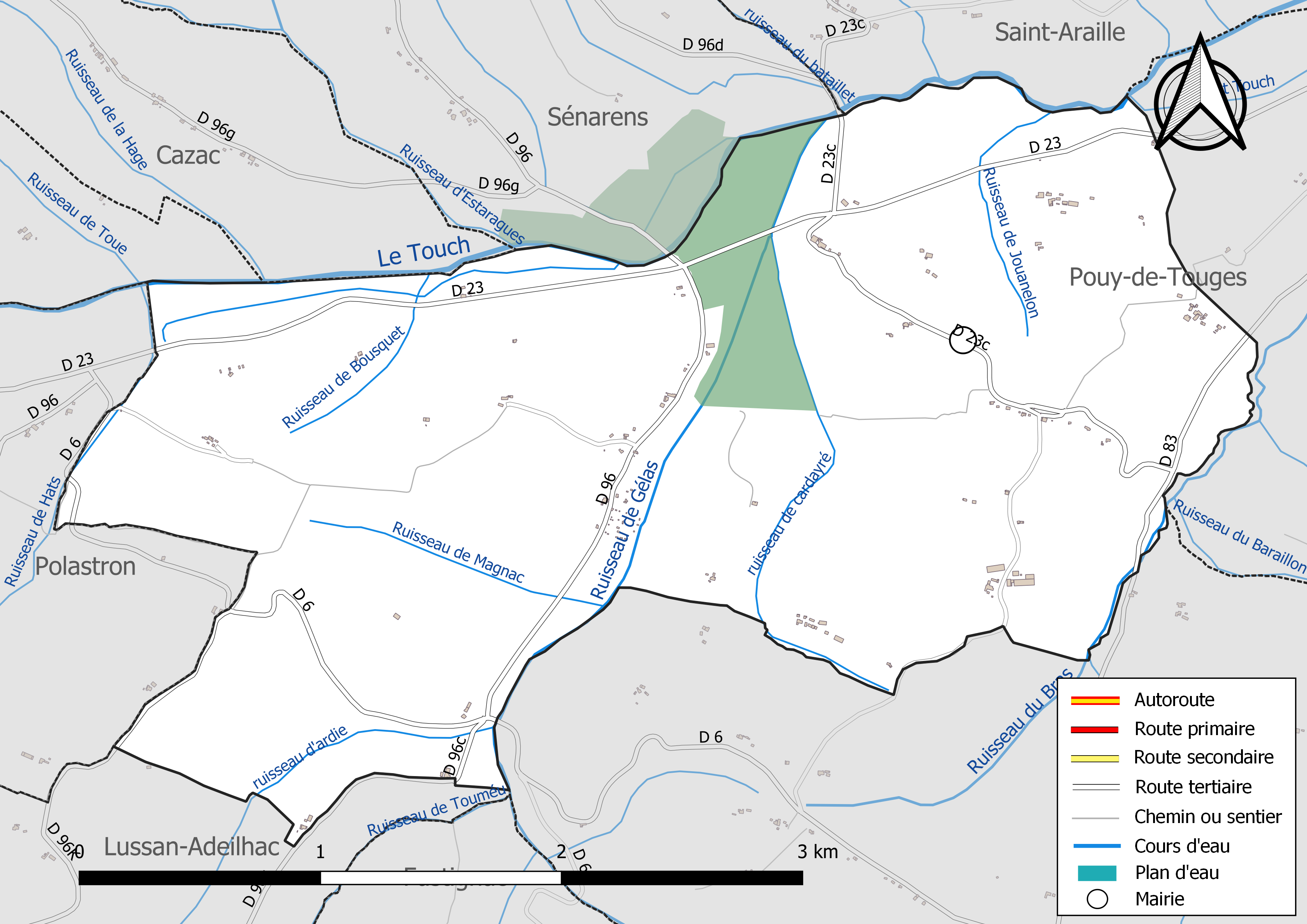
Réseaux hydrographique et routier de Casties-Labrande.

La commune est dans le bassin de la Garonne, au sein du bassin hydrographique Adour-Garonne. Elle est drainée par le Touch, le ruisseau de Gélas, le ruisseau du Bras, le Petit Touch, le ruisseau d'ardie, le ruisseau de Bousquet, le ruisseau de cardayré, le ruisseau de Hats, le ruisseau de Jouanelon, le ruisseau de la Hage, le ruisseau de Magnac, le ruisseau du Baraillon et par deux petits cours d'eau, constituant un réseau hydrographique de 14 km de longueur totale,.
Le Touch, d'une longueur totale de 74,5 km, prend sa source dans la commune de Lilhac et s'écoule du sud-ouest vers le nord-est. Il longe la commune sur son flanc nord et en constitue une limite séparative. Il se jette dans la Garonne à Blagnac, après avoir traversé 29 communes.

### Climat
Pour des articles plus généraux, voir Climat de l'Occitanie et Climat de la Haute-Garonne.
En 2010, le climat de la commune est de type climat océanique altéré, selon une étude s'appuyant sur une série de données couvrant la période 1971-2000. En 2020, Météo-France publie une typologie des climats de la France métropolitaine dans laquelle la commune est toujours exposée à un climat océanique altéré et est dans la région climatique Aquitaine, Gascogne, caractérisée par une pluviométrie abondante au printemps, modérée en automne, un faible ensoleillement au printemps, un été chaud (19,5 °C), des vents faibles, des brouillards fréquents en automne et en hiver et des orages fréquents en été (15 à 20 jours).
Pour la période 1971-2000, la température annuelle moyenne est de 12,8 °C, avec une amplitude thermique annuelle de 15,3 °C. Le cumul annuel moyen de précipitations est de 807 mm, avec 9,5 jours de précipitations en janvier et 6 jours en juillet. Pour la période 1991-2020, la température moyenne annuelle observée sur la station météorologique la plus proche, située sur la commune de Palaminy à 15 km à vol d'oiseau, est de 13,2 °C et le cumul annuel moyen de précipitations est de 715,2 mm,. Pour l'avenir, les paramètres climatiques de la commune estimés pour 2050 selon différents scénarios d'émission de gaz à effet de serre sont consultables sur un site dédié publié par Météo-France en novembre 2022.

### Milieux naturels et biodiversité

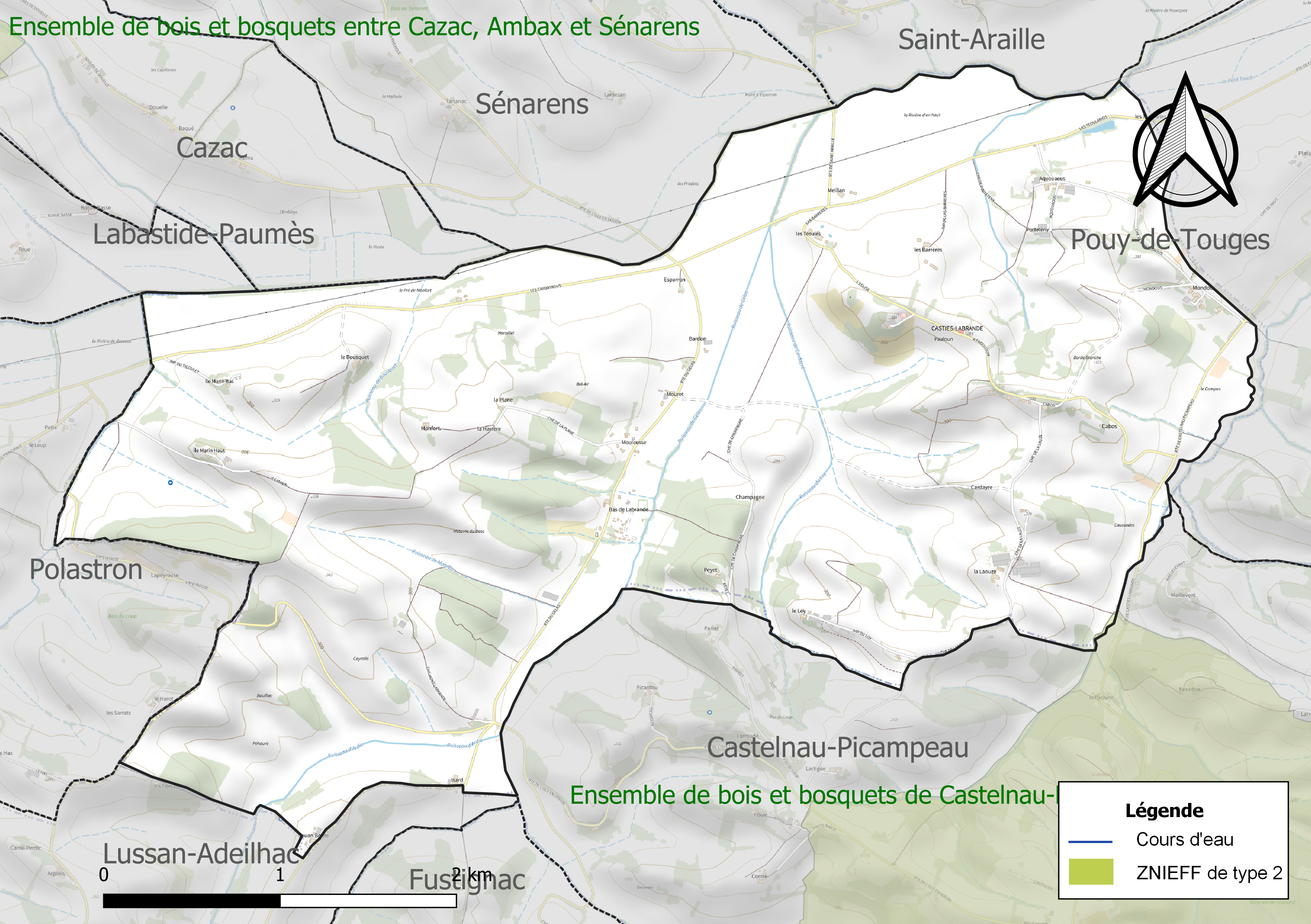
Carte de la ZNIEFF de type 2 localisée sur la commune.

L’inventaire des zones naturelles d'intérêt écologique, faunistique et floristique (ZNIEFF) a pour objectif de réaliser une couverture des zones les plus intéressantes sur le plan écologique, essentiellement dans la perspective d’améliorer la connaissance du patrimoine naturel national et de fournir aux différents décideurs un outil d’aide à la prise en compte de l’environnement dans l’aménagement du territoire.
Une ZNIEFF de type 2 est recensée sur la commune :
l'« ensemble de bois et bosquets de Castelnau-Picampeau » (469 ha), couvrant 3 communes du département.

## Urbanisme

### Typologie
Au 1er janvier 2024, Casties-Labrande est catégorisée commune rurale à habitat très dispersé, selon la nouvelle grille communale de densité à sept niveaux définie par l'Insee en 2022.
Elle est située hors unité urbaine. Par ailleurs la commune fait partie de l'aire d'attraction de Toulouse, dont elle est une commune de la couronne,. Cette aire, qui regroupe 527 communes, est catégorisée dans les aires de 700 000 habitants ou plus (hors Paris),.

### Occupation des sols
L'occupation des sols de la commune, telle qu'elle ressort de la base de données européenne d’occupation biophysique des sols Corine Land Cover (CLC), est marquée par l'importance des territoires agricoles (100 % en 2018), une proportion identique à celle de 1990 (100 %). La répartition détaillée en 2018 est la suivante : 
terres arables (64,1 %), prairies (27,3 %), zones agricoles hétérogènes (8,6 %). L'évolution de l’occupation des sols de la commune et de ses infrastructures peut être observée sur les différentes représentations cartographiques du territoire : la carte de Cassini (XVIIIe siècle), la carte d'état-major (1820-1866) et les cartes ou photos aériennes de l'IGN pour la période actuelle (1950 à aujourd'hui).

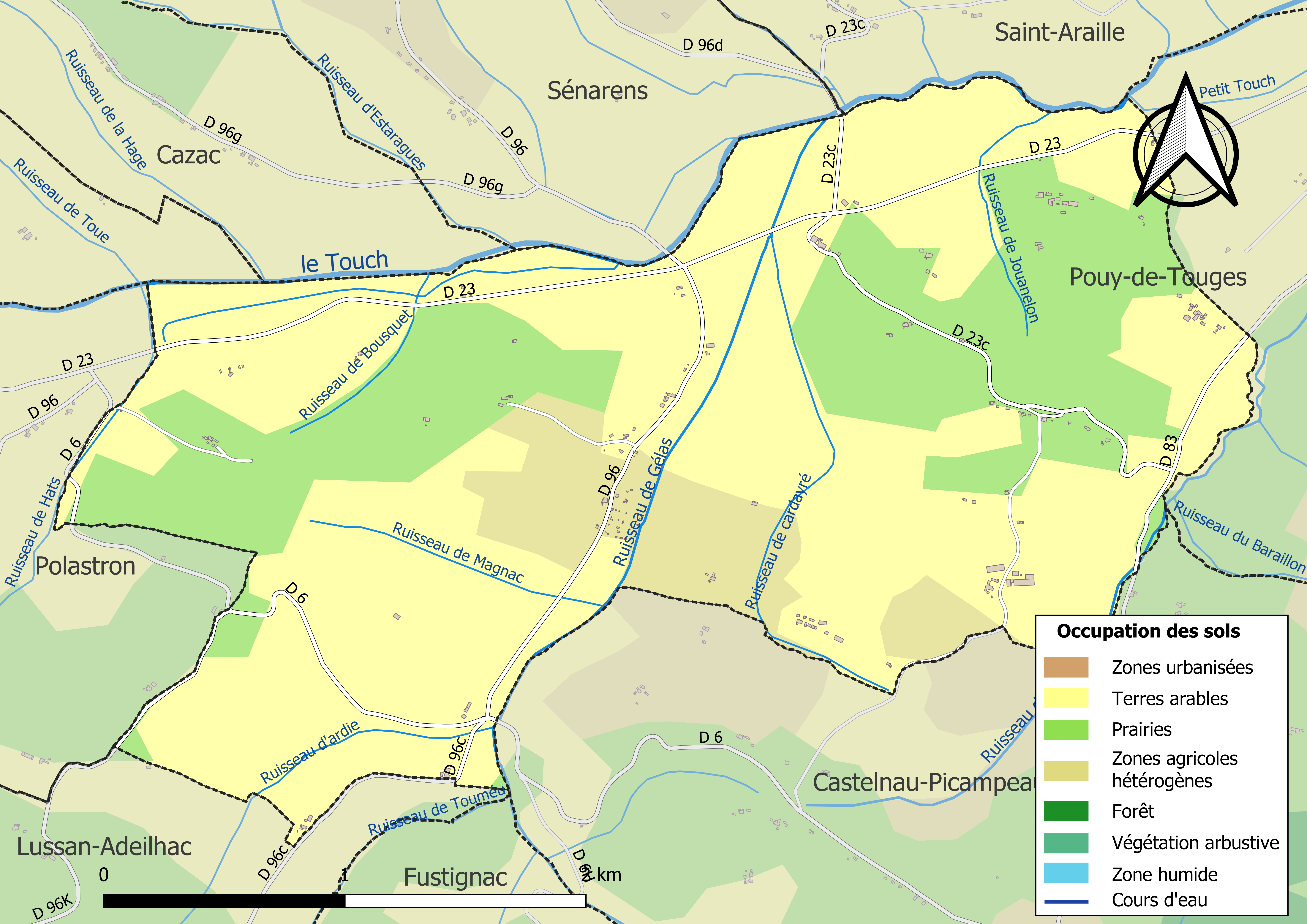
Carte des infrastructures et de l'occupation des sols de la commune en 2018 (CLC).

### Risques majeurs
Le territoire de la commune de Casties-Labrande est vulnérable à différents aléas naturels : météorologiques (tempête, orage, neige, grand froid, canicule ou sécheresse), inondations et séisme (sismicité faible). Un site publié par le BRGM permet d'évaluer simplement et rapidement les risques d'un bien localisé soit par son adresse soit par le numéro de sa parcelle.
Certaines parties du territoire communal sont susceptibles d’être affectées par le risque d’inondation par débordement de cours d'eau, notamment le Touch. La commune a été reconnue en état de catastrophe naturelle au titre des dommages causés par les inondations et coulées de boue survenues en 1982, 1998, 1999, 2000, 2009, 2015 et 2018,.

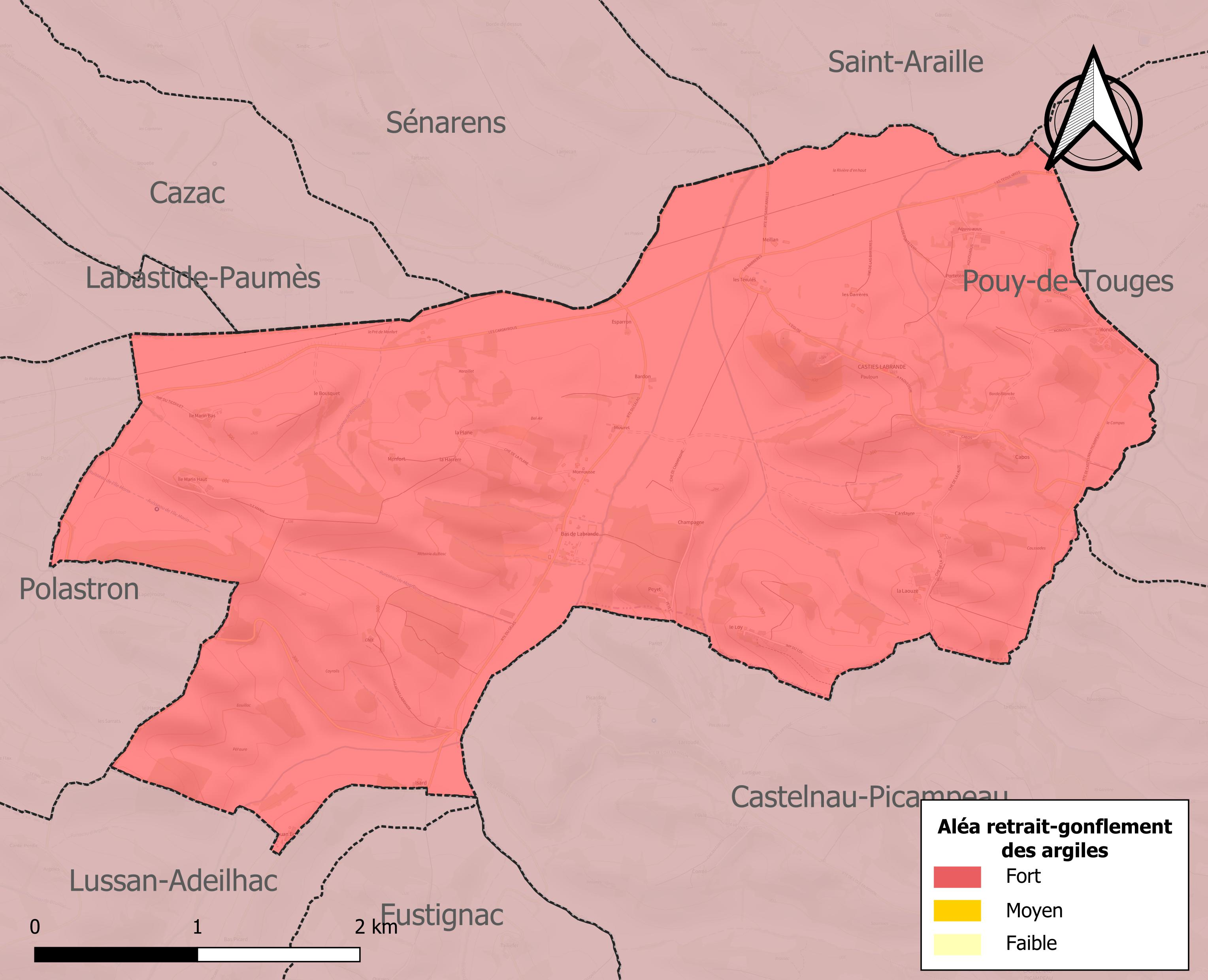
Carte des zones d'aléa retrait-gonflement des sols argileux de Casties-Labrande.

Le retrait-gonflement des sols argileux est susceptible d'engendrer des dommages importants aux bâtiments en cas d’alternance de périodes de sécheresse et de pluie. La totalité de la commune est en aléa moyen ou fort (88,8 % au niveau départemental et 48,5 % au niveau national). Sur les 48 bâtiments dénombrés sur la commune en 2019, 48 sont en aléa moyen ou fort, soit 100 %, à comparer aux 98 % au niveau départemental et 54 % au niveau national. Une cartographie de l'exposition du territoire national au retrait gonflement des sols argileux est disponible sur le site du BRGM,.
Par ailleurs, afin de mieux appréhender le risque d’affaissement de terrain, l'inventaire national des cavités souterraines permet de localiser celles situées sur la commune.
Concernant les mouvements de terrains, la commune a été reconnue en état de catastrophe naturelle au titre des dommages causés par la sécheresse en 1989, 1993 et 2003 et par des mouvements de terrain en 1999.

## Histoire
À partir du Moyen Âge jusqu'à sa disparition en 1790 pendant la Révolution française, Casties faisait partie du diocèse de Rieux.
La commune-paroisse de Casties (diocèse ecclésiastique de Rieux, paroisse annexe de Pouy-de-Touges) a été jointe en 1790 la paroisse non commune de Labrande (diocèse de Lombez et paroisse annexe de Lussan) sous la dénomination "Labrande et Casties", puis "Casties-Labrande.
En 1957, un cultivateur, Pierre Manent, refusa de quitter la ferme qu'il avait dû vendre, menaça le nouveau propriétaire et tira sur les ambulanciers venus le prendre pour l’emmener dans un asile psychiatrique. Plusieurs gendarmes encerclèrent la ferme, l'un d'eux, Santenac fut tué. Le siège dura 43 heures. Finalement, un char M. 24 enfonça la ferme où gisait le forcené.

## Politique et administration

### Administration municipale
Le nombre d'habitants au recensement de 2011 étant compris entre 100 et 499, le nombre de membres du conseil municipal pour l'élection de 2014 est de onze,.

### Rattachements administratifs et électoraux
Commune faisant partie de la huitième circonscription de la Haute-Garonne, de la communauté de communes Cœur de Garonne et du canton de Cazères (avant le redécoupage départemental de 2014, Casties-Labrande faisait partie de l'ex-canton du Fousseret et avant le 1er janvier 2017, elle faisait aussi partie de la communauté de communes de la Louge et du Touch).

### Liste des maires
| Période                                  | Période  | Identité             | Étiquette | Qualité              |
| ---------------------------------------- | -------- | -------------------- | --------- | -------------------- |
| Les données manquantes sont à compléter. |          |                      |           |                      |
| mars 1971                                | En cours | Jean-François Maumus | PS        | Agriculteur retraité |

## Population et société

### Démographie
L'évolution du nombre d'habitants est connue à travers les recensements de la population effectués dans la commune depuis 1793. Pour les communes de moins de 10 000 habitants, une enquête de recensement portant sur toute la population est réalisée tous les cinq ans, les populations de référence des années intermédiaires étant quant à elles estimées par interpolation ou extrapolation. Pour la commune, le premier recensement exhaustif entrant dans le cadre du nouveau dispositif a été réalisé en 2006.

En 2022, la commune comptait 95 habitants, en évolution de −19,49 % par rapport à 2016 (Haute-Garonne : +8,02 %, France hors Mayotte : +2,11 %).
| 1793 | 1800 | 1806 | 1821 | 1831 | 1836 | 1841 | 1846 | 1851 |
| ---- | ---- | ---- | ---- | ---- | ---- | ---- | ---- | ---- |
| 304  | 329  | 271  | 356  | 365  | 400  | 411  | 406  | 390  |

| 1856 | 1861 | 1866 | 1872 | 1876 | 1881 | 1886 | 1891 | 1896 |
| ---- | ---- | ---- | ---- | ---- | ---- | ---- | ---- | ---- |
| 430  | 411  | 395  | 398  | 391  | 373  | 353  | 327  | 310  |

| 1901 | 1906 | 1911 | 1921 | 1926 | 1931 | 1936 | 1946 | 1954 |
| ---- | ---- | ---- | ---- | ---- | ---- | ---- | ---- | ---- |
| 286  | 295  | 282  | 201  | 182  | 183  | 173  | 149  | 116  |

| 1962 | 1968 | 1975 | 1982 | 1990 | 1999 | 2006 | 2011 | 2016 |
| ---- | ---- | ---- | ---- | ---- | ---- | ---- | ---- | ---- |
| 116  | 114  | 103  | 92   | 86   | 97   | 97   | 114  | 118  |

| 2021 | 2022 | - | - | - | - | - | - | - |
| ---- | ---- | - | - | - | - | - | - | - |
| 101  | 95   | - | - | - | - | - | - | - |

| selon la population municipale des années : | 1968 | 1975 | 1982 | 1990 | 1999 | 2006 | 2009 | 2013 |
| Rang de la commune dans le département      | 476  | 501  | 497  | 466  | 443  | 475  | 472  | 458  |
| Nombre de communes du département           | 592  | 582  | 586  | 588  | 588  | 588  | 589  | 589  |

### Enseignement
Casties-Labrande fait partie de l'académie de Toulouse.

### Activités sportives et Culturelles
Chasse, pétanque, randonnée pédestre,

### Écologie et recyclage
La collecte et le traitement des déchets des ménages et des déchets assimilés ainsi que la protection et la mise en valeur de l'environnement se font dans le cadre de la communauté de communes de la Louge et du Touch.

## Économie

### Emploi
|                | 2008   | 2013  | 2018   |
| -------------- | ------ | ----- | ------ |
| Commune        | 10,8 % | 5,8 % | 15,1 % |
| Département    | 7,7 %  | 9,6 % | 9,3 %  |
| France entière | 8,3 %  | 10 %  | 10 %   |

En 2018, la population âgée de 15 à 64 ans s'élève à 71 personnes, parmi lesquelles on compte 80,8 % d'actifs (65,8 % ayant un emploi et 15,1 % de chômeurs) et 19,2 % d'inactifs,. Depuis 2008, le taux de chômage communal (au sens du recensement) des 15-64 ans est supérieur à celui de la France et du département.
La commune fait partie de la couronne de l'aire d'attraction de Toulouse, du fait qu'au moins 15 % des actifs travaillent dans le pôle,. Elle compte 24 emplois en 2018, contre 23 en 2013 et 18 en 2008. Le nombre d'actifs ayant un emploi résidant dans la commune est de 47, soit un indicateur de concentration d'emploi de 50,7 % et un taux d'activité parmi les 15 ans ou plus de 60,6 %.
Sur ces 47 actifs de 15 ans ou plus ayant un emploi, 17 travaillent dans la commune, soit 37 % des habitants. Pour se rendre au travail, 75,5 % des habitants utilisent un véhicule personnel ou de fonction à quatre roues, 6,1 % s'y rendent en deux-roues, à vélo ou à pied et 18,4 % n'ont pas besoin de transport (travail au domicile).

### Activités hors agriculture
8 établissements sont implantés  à Casties-Labrande au 31 décembre 2019.
Le secteur de la construction est prépondérant sur la commune puisqu'il représente 37,5 % du nombre total d'établissements de la commune (3 sur les 8 entreprises implantées  à Casties-Labrande), contre 12 % au niveau départemental.

### Agriculture
La commune est dans les « Coteaux de Gascogne », une petite région agricole occupant une partie ouest du département de la Haute-Garonne, constitué d'un relief de cuestas et de vallées peu profondes, creusés par les rivières issues du massif pyrénéen, avec une activité de polyculture et d’élevage. En 2020, l'orientation technico-économique de l'agriculture  sur la commune est la polyculture et/ou le polyélevage.
|               | 1988 | 2000 | 2010 | 2020  |
| ------------- | ---- | ---- | ---- | ----- |
| Exploitations | 18   | 14   | 9    | 16    |
| SAU (ha)      | 980  | 896  | 745  | 1 318 |

Le nombre d'exploitations agricoles en activité et ayant leur siège dans la commune est passé de 18 lors du recensement agricole de 1988  à 14 en 2000 puis à 9 en 2010 et enfin à 16 en 2020, soit une baisse de 11 % en 32 ans. Le même mouvement est observé à l'échelle du département qui a perdu pendant cette période 57 % de ses exploitations,. La surface agricole utilisée sur la commune a quant à elle augmenté, passant de 980 ha en 1988 à 1 318 ha en 2020. Parallèlement la surface agricole utilisée moyenne par exploitation a augmenté, passant de 54 à 82 ha.

## Culture locale et patrimoine

### Lieux et monuments
- Église Saints-Clair-et-Prim.